# Vliegbasis Leeuwarden

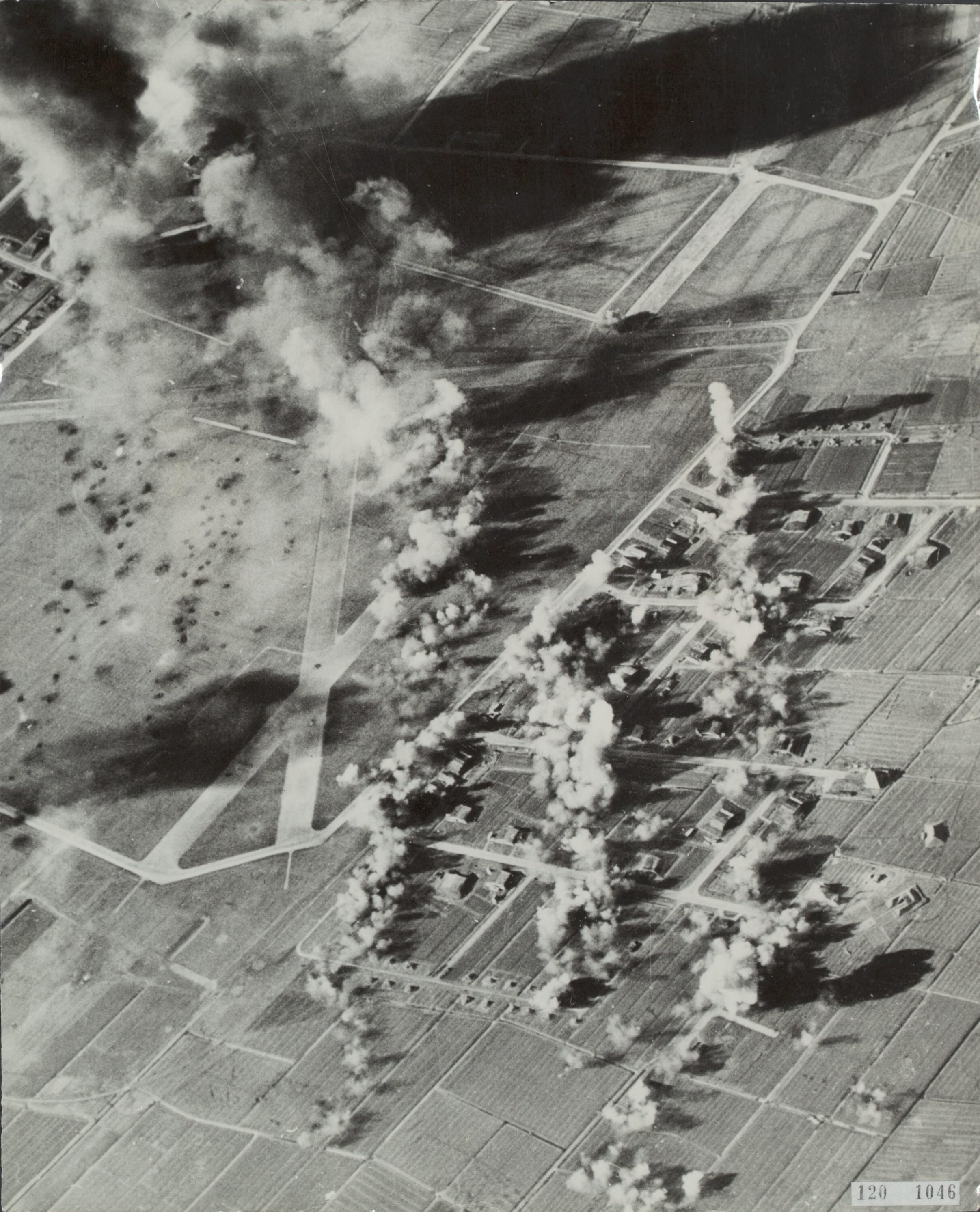
Bombardement op vliegveld Leeuwarden door B-26 Marauder-bommenwerpers (24 februari 1944)

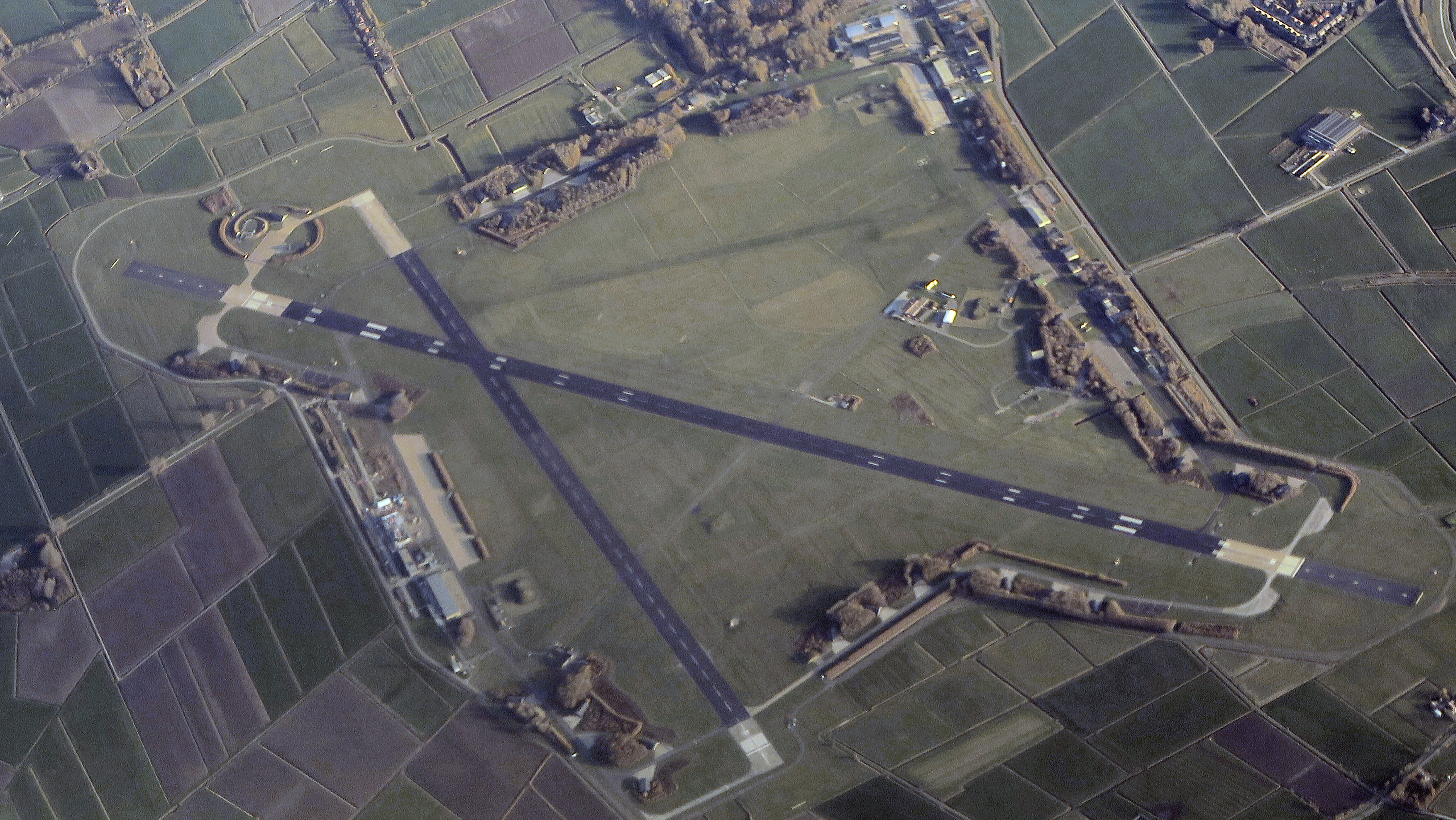
Vliegbasis Leeuwarden gezien naar het oosten

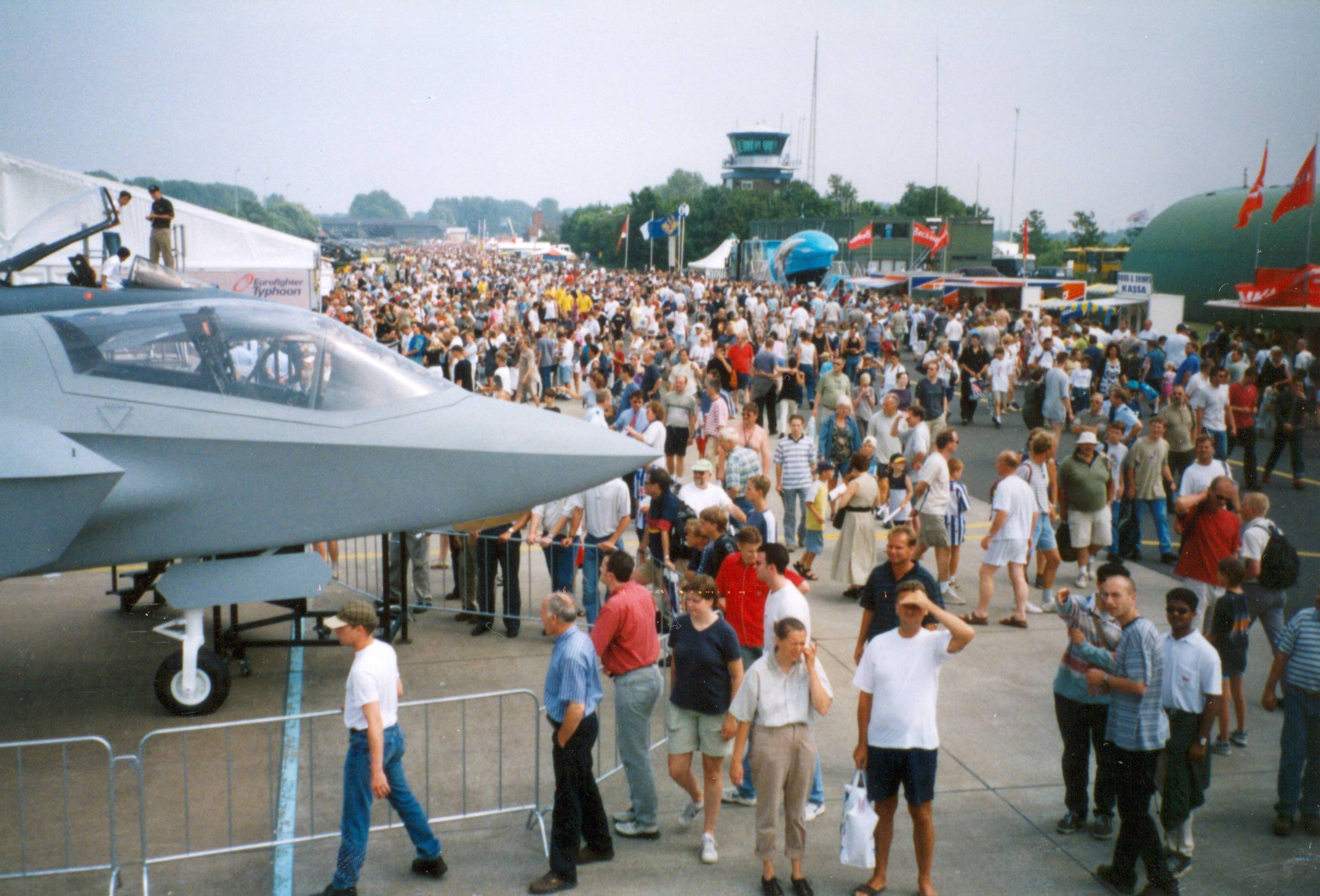
De basis gedurende de Open Dagen Koninklijke Luchtmacht in 2001

Vliegbasis Leeuwarden is een van de drie laatste Main Operation Bases (MOB's) van de Koninklijke Luchtmacht. De basis ligt enkele kilometers ten noordwesten van de Friese hoofdstad Leeuwarden in de wijk Westeinde en omgeving. Er zijn circa 800 personen (militairen en burgers) werkzaam. 
Vliegbasis Leeuwarden levert periodiek rond-de-klokbescherming van het Benelux-luchtruim tegen ongeïdentificeerde luchtdreigingen. Een en ander middels de Quick Reaction Alert-dienst waarvoor dan twee F-35's stand-by staan. Tevens is een onderdeel verantwoordelijk voor het verzamelen van tactische data die daarna met andere eenheden kan worden gedeeld. Hiervoor zijn vanaf eind 2020 Reaper-drones beschikbaar.

## Geschiedenis

### Aanvang
Nadat op 27 januari 1934 de oprichting van de Friesche Luchtvaart Vereeniging (F.L.V.) was beklonken duurde het nog een aantal jaren voordat het luchtvaartterrein gestalte zou krijgen. Op 5 juli 1937 landde er voor het eerst een vliegtuig, bestuurd door eerste luitenant W. van Gameren, op het bijna gereedgemaakte grasterrein. 
Op 24 juni 1938 volgde de langverwachte opening en werd het een officieel luchtvaartterrein voor burgerverkeer, inclusief toestellen van de KLM op de lijn Schiphol-Leeuwarden-Eelde. 

### Bezetting
Na de Nederlandse capitulatie in 1940 werd het veld door de Luftwaffe omgebouwd tot Fliegerhorst Leeuwarden en van een vast banenstelsel voorzien. Hiervoor werd onder meer het puin gebruikt dat was verkregen door het Duitse bombardement op Rotterdam.
Gedurende de periode 1940-1945 waren er vliegende- en grondverbanden op en rond Leeuwarden gelegerd.
Door zijn noordelijke ligging werd de basis tijdens de vlucht naar Bremen of Hamburg vaak door de Royal Air Force gebombardeerd. De schade werd echter altijd vlot hersteld omdat de ligging van Leeuwarden gunstig was om geallieerde bommenwerpers op de heen- en terugvlucht te onderscheppen.
Eind 1944 werd het veld zo zwaar beschadigd dat operaties onmogelijk werden en vlak voor de bevrijding werden de hangars en startbanen door Duitse Sprengkommandos opgeblazen. Een van de oudste gebouwen (het oude KLM-gebouw) werd echter gespaard en is nu een museum.

### Na de oorlog
Na de bevrijding werd gewerkt aan de herbouw en op 11 oktober 1945 kon men van één herstelde startbaan gebruik maken. De lijndienst Amsterdam-Leeuwarden-Groningen werd hervat. Ook was er militaire belangstelling. Nederlandse en Belgische Supermarine Spitfire jachtvliegtuigen maakten gebruik van het veld om boven de Waddeneilanden te oefenen en er werden onderhandelingen tussen diverse overheidsinstanties gestart om op het terrein tot officiële vliegbasis om te vormen. De KLM maakte tot 1 september 1949 nog gebruik van het veld, maar stopte toen duidelijk werd dat het veld een militaire bestemming zou krijgen. 
Op 23 januari 1949 werden 323, 324 en 325 Squadron vliegend met de Gloster Meteor (1949-1956) op het vliegveld gelegerd en ten slotte werd vliegbasis Leeuwarden op 7 februari 1953 officieel door het ministerie van Oorlog als militair luchtvaartterrein aangewezen.
In de periode 1953-1956 werd de nieuwe infrastructuur van de vliegbasis gebouwd en in 1956 werd ook het 326 squadron op de basis gelegerd. De Gloster Meteor F. Mk.8 werd dat jaar ook bij alle squadrons vervangen door de Hawker Hunter F. Mk.4 en later de F. Mk.6 (1956-1964). De basis viel onder het Commando Lucht Verdediging (CLV) en werd een belangrijk steunpunt in de NAVO-luchtverdediging. Toestellen van diverse luchtmachten trainden vanaf de vliegbasis Leeuwarden en deze werd een van de drukste vliegbases in West-Europa. Men beschikte over vijf oefenterreinen (ranges) waar vliegtuigen met scherp mochten schieten of oefenbommen mochten afgooien. Hiervan zijn alleen de Vliehors en de Temporary Reserved Airspace (TRA) boven de Noordzee over.
In 1958 werd het 326-squadron overgeplaatst naar de vliegbasis Twenthe. 
In het begin van de jaren 1960 werden detachementen grondpersoneel en vliegers uitgezonden naar, toen nog, Nederlands-Nieuw-Guinea. De oude Hawker Hunters werden met de Hr.Ms. Karel Doorman naar de Oost getransporteerd, waar een regionale luchtverdediging werd opgebouwd. Bij de terugkeer naar Nederland, na de soevereiniteitsoverdracht van het gebied aan Indonesië, werd een deel van de voorraden en vliegtuigen achtergelaten.  
Na de opheffing van het CLV ging de basis over naar het Commando Tactische Luchtstrijdkrachten (CTL). Er werd vanaf 1964 gevlogen met de Lockheed F-104 Starfighter en de introductie van dit toestel viel samen met de opheffing van 324 en 325 squadron. 
Hiervoor in de plaats werd het 322-squadron op de basis gelegerd. Dit squadron was in 1943 in Engeland opgericht als 322 (Dutch) Squadron Royal Air Force en bestond deels uit naar Engeland gevluchte landgenoten. Het 322-squadron gaf luchtdekking aan de parachutisten onderweg naar Arnhem en nam later ook deel aan luchtgevechten om de corridor in Noord-Brabant. 
Ook werd een detachement van de Groep Lichte Vliegtuigen (GPLV) op de basis ondergebracht die bij ziekentransport ten behoeve van de Waddeneilanden werd ingezet. Later werden dit helikopters die bij incidenten boven zee tevens de Search and Rescue-taak op zich namen. 
In juni 1977 werden twee Starfighters ingezet tijdens de treinkaping bij De Punt. Een schijnaanval op de trein, met nabranders op vol vermogen, luidde de actie in waarbij de gijzeling met geweld werd beëindigd.
Ingaande juni 1979 begon het tijdperk van de General Dynamics F-16 Fighting Falcon op vliegbasis Leeuwarden. Het 322-squadron werd per 1 mei 1980 operationeel verklaard op de F-16 en het 323-squadron volgde in 1982. De toestellen werden in licentie bij Fokker op Schiphol gebouwd en periodiek naar Leeuwarden gevlogen. De resterende Starfighters gingen naar de Turkse luchtmacht. 
Vanaf 1993 werden geregeld F-16 detachementen ingezet boven de Baltische staten, de Balkan en Afghanistan. 
Op 31 oktober 2019 landde de eerste Nederlandse Lockheed Martin-F-35 Lightning II voor operationeel gebruik op vliegbasis Leeuwarden.
Op 18 september 2024 steeg voor het eerst een Nederlandse MQ-9 Reaper op van de basis. Er zijn vier van deze drones op Vliegbasis Leeuwarden gestationeerd. Ze zijn onderdeel van Squadron 306.

## Huidige bezetting
Op de basis zijn de volgende eenheden gelegerd:
- 306 Squadron (MQ-9 Reaper)
- 322 Squadron (F-35)
- 323 Squadron
- 921 Sq Belast met de logistiek, bevoorrading etc.
- 922 Sq Belast met verkeersleiding-, brandweer-, meteo- en bewakingtaken.
- Groep Reservisten als parttime militairen ter algemene ondersteuning.

## Taken
Leeuwarden vormt samen met de F-16-basis Volkel en de helikopterbasis Gilze-Rijen de Main Operating Bases (MOB) van de Koninklijke Luchtmacht. Volkel en Leeuwarden zijn de laatste operationele jachtvlieg-bases in Nederland. Andere bases zoals Soesterberg, Ypenburg, De Peel en Twenthe zijn in de loop der jaren opgeheven.
Als gevolg van de rijksbegroting van september 2013 werd het aantal F-16's sterk gereduceerd en het aantal vliegende squadrons op Leeuwarden teruggebracht tot één.
De basis is locatie voor de periodieke NAVO-oefening Frisian Flag. Ook vindt op Leeuwarden de Fighter Weapon Instructor Training (FWIT) plaats waarbij personeel van alle NAVO-luchtmachten tot wapeninstructeur wordt opgeleid. Een andere is de Quick Reaction Alert (QRA), een hoge paraatheidsgraad ten behoeve van de verdediging van het Benelux-luchtruim.
Vanaf 2020 worden de nieuwe General Atomics MQ-9 Reaper-drones op de basis gestationeerd. Ook werd de nieuwe F-35 Lightning II er gefaseerd ingevoerd ter vervanging van de verouderde F-16's.

## Ongelukken en incidenten
- Op 2 mei 2002 raakte een Italiaanse Starfighterpiloot gewond na voorbij het einde van de landingsbaan te zijn geschoven, waarbij zijn toestel in tweeën brak.[4]
- Op 9 juni 2016 stortte een van vliegbasis Leeuwarden opgestegen Zwitserse Northrop F-5E bij Beetgum neer. Het ging om een toestel van het displayteam Patrouille Suisse, dat tijdens een trainingsvlucht voor de Luchtmachtdagen een ander vliegtuig van het team raakte. De piloot bracht zich met de schietstoel in veiligheid, maar raakte gewond aan beide enkels. Het beschadigde tweede toestel maakte een geslaagde noodlanding.

## Bijzonderheden
- Periodiek worden op de basis in juni de Luchtmachtdagen gehouden.
- Op vliegbasis Leeuwarden is zweefvliegclub Friese Aero Club gevestigd.
- De modelvliegclub LLC Aeria heeft een eigen vliegplaats op vliegbasis Leeuwarden.